# Gawriil Ioakimowitsch Lomakin
Gawriil Ioakimowitsch Lomakin (russisch Гавриил Иоакимович Ломакин; * 25. Märzjul. / 6. April 1812greg. in Borissowka, Gouvernement Kursk, heute Oblast Belgorod; † 9. Maijul. / 21. Mai 1885greg. in Gattschina) war ein russischer Komponist.
Lomakin war Chorknabe in Sankt Petersburg und wurde Chorgesangslehrer der Theaterschule der Hofsängerkapelle. 1862 gründete er mit Mili Balakirew eine Musikschule. Er wurde durch seine Bearbeitung altrussischer Kirchengesänge für vierstimmigen Chor zu den Mitbegründern der modernen russischen Kirchenmusik. Er komponierte auch selbst kirchliche Gesangswerke und veröffentlichte eine Chorschule.